# 安思沃斯灣
安思沃斯灣是南極洲的海灣，寬8公里，處於貝奇角和韋布角之間，由澳大利亞探險家率領的探險隊發現，以隨隊的氣象學家命名，現時由南極條約體系管理。
67°48′S 146°37′E / 67.800°S 146.617°E